# Hejce
Hejce là một thị trấn thuộc hạt Borsod-Abaúj-Zemplén, Hungary. Thị trấn này có diện tích 9,53 km², dân số năm 2010 là 276 người, mật độ 29 người/km².